# Watch Tower Bible and Tract Society of Pennsylvania

Vakttornet

Watch Tower Bible and Tract Society of Pennsylvania (på svenska ibland kallat Bibel- och Traktatsällskapet Vakttornet, Sällskapet Vakttornet, eller informellt, Sällskapet) är en organisation, med säte i Warwick (New York). Det är den centrala organisation som företräder Jehovas vittnen i hela världen och styr och administrerar deras verksamhet och utarbetar deras religiösa trossatser. De utger all Jehovas vittnens litteratur, däribland tidskrifterna Vakttornet och Vakna!.

## Historik
Sällskapet grundades ursprungligen 1881 i Pittsburgh, Pennsylvania som Zion's Watch Tower Tract Society med syfte att distribuera religiösa traktat. Deras viktigaste publikation var Zion's Watch Tower and Herald of Christs Presence (numera Vakttornet), som startats 1879 av Charles Taze Russell, grundare till den grupp som kallade sig Bibelforskarna. Russell var vid grundandet sällskapets sekreterare och William Henry Conley dess president. 1884 inregistrerades organisationen i Allegheny, Pennsylvania, med Russell som president. 1896 bytte man namn till Watch Tower Bible and Tract Society. 1909 flyttade man till Brooklyn.
Efter Russells död 1916 tog Joseph Franklin Rutherford över ledarskapet 1917. Efter detta lämnade en del av bibelforskarna organisationen för att de inte accepterade Rutherfords styre. 1931 beslutade Rutherford att anhängarna skulle kallas "Jehovas vittnen". Under Rutherford började sällskapet betrakta sig som en teokratisk organisation. Sedan 1976 styrs sällskapet och alla Jehovas vittnens församlingar av den styrande kretsen. Jehovas vittnen identifierar den styrande kretsen som "den trogne och omdömesgille slaven" som Jesus skulle använda under de sista dagarna för att ge sitt tjänstefolk [andlig] "mat i rätt tid" (Matteus 24:45).

## Presidenter
- William Henley Conley 1881-1884
- Charles Taze Russell 1884-1916
- Joseph Franklin Rutherford 1917-1942
- Nathan Homer Knorr 1942-1977
- Frederick William Franz 1977-1992
- Milton George Henschel 1992-2000
- Don Alden Adams 2000-2016
- Robert Ciranko 2016-